# Психосексуално развитие
В теорията на личността на Зигмунд Фройд (Freud 1938) развитието се описва в термините на етапи, определени от конкретна проява на сексуални или либидни подбуди. Тези области от тялото – ерогенните зони, които пораждат либидното удоволствие на определена възраст, се идентифицират като фокуса на всеки етап от развитието. Предгениталните етапи се следват от период на предполагаем психосексуален покой – латентен период. Либидните подтици във фройдистката теория не са еквивалентни на гениталната сексуалност. Три от психосексуалните етапи например са „предгенитални“. Терминът „либидо“ обозначава широкото понятие за психичната сексуална енергия, появяващо се дори в младенчеството. Етапите не се отнасят също така само до мъжката сексуалност независимо от мъжкия език. Фалическият етап например се отнася до последния предгенитален етап и за двата пола. Социалните преживявания на всеки етап предполагаемо оставят някакви постоянни остатъци под формата на нагласи, черти и ценности, придобити по време на етапа. Етапите на психосексуално развитие са:

## Моделът на Фройд за психосексуално развитие
| Стадий    | Времетраене         | Ерогенна зона(и)               | Последствия от фиксацията |
| Орален    | 0 – 18 месеца       | Уста                           | Орално-садистичен: Знаците включват дъвчене на дъвка или край на химикал, молив. Орално-рецептивен: Знаците включват, пушене/ядене/целуване/фелацио/кунилингус Фиксацията в този стадий може да доведе до пасивност, наивност, незрялост и манипулативна личност |
| Анален    | 18 – 36 месеца      | Изпразване на червата и мехура | Анално задържащ: Вманичен по организацията или с прекалена подреденост Анално изхвърлящ: Безразсъдство, немарливост, непокорство, неорганизираност, копрофилен                                                                                                   |
| Фаличен   | 3 – 5 години        | Гениталии                      | Едипов комплекс (при момчетата според Фройд) Комплекс на Електра (само при момичета, по-късно развит от Карл Юнг) |
| Латентен  | 6 години – пубертет | Спящи сексуални чувства        | (Хората не се фиксират на този стадий, но ако стане, при тях се появява изключителна сексуална непълноценност.) |
| Генитален | След пубертета      | Зрели сексуални интереси       | Фригидност, импотентност, незадоволителни взаимоотношения |
| --------- | ------------------- | ------------------------------ | --- |

### Орален етап
- Орален етап – по време на оралния етап от психосексуалното развитие, който продължава приблизително през първата година от живота, основната ерогенна зона е устата. Чрез дейности, свързани с устата – сучене, поглъщане, хапане, бебета преживяват първия си постоянен източник на удоволствия и по този начин областта на устата става фокусът на рудиментарното психосексуално удовлетворяване. Фиксацията в орално-агресивната фаза (включително зъбите), белязана от хапане и дъвчене, може да доведе до хапливо саркастична, свадлива и враждебна личност на възрастния.

### Анален стадий
- Анален етап – по време на втората и третата година от живота основната ерогенна зона е анусът. Децата на този етап се смятат като извличащи значително удоволствие от временното задържане на изпражненията (тоест позволявайки слаб натиск върху долната част на дебелото черво и аналния сфинктер) или изхвърляне на фекалиите (тоест незабавното намаляване на напрежението). С началото на контролираното от родителите приучване към използване на тоалетната обаче удоволствията на детето в това отношение се натъкват на здравото противопоставяне от страна на социалните задръжки и могат да се появят различни фиксации.

### Фаличен стадий
- Фалически етап – гениталиите стават основната ерогенна зона по време на фалическия етап от психосексуалното развитие, който се простира в 4-тата и 5-ата година от живота. През този етап може да се наблюдава как децата изследват своите полови органи, мастурбират и показват интерес към въпроси, свързани с раждането и секса. Може би обаче най-важното е, че този период от живота служи като етап, в който се разиграва най-критичната психологическа драма на детството – едиповият комплекс.

### Латентен стадий
- Латентен етап – този период продължава от края на фалическия етап на около 5-годишна възраст до началото на пубертета.

### Генитален стадий
- Генитален етап – с началото на пубертета гениталната сексуалност се събужда и започва гениталният етап от психосексуалното развитие, простиращ се от пубертета до смъртта. По време на този етап нарцистичните стремежи се сливат и до голяма степен се трансформират в търсене на сексуални взаимоотношения, включващи взаимно удовлетворение. Така гениталният личностен тип на възрастния – успешният краен продукт на психосексуалното развитие в психоаналитичната теория, се характеризира от способността за зряла любов, отговорност и грижи към другите и продуктивен живот в обществото.